# Lijst van steden en dorpen in Friesland
Deze pagina bevat een bijna complete lijst van Friese steden en dorpen en van enkele buurtschappen. De lijst bevat de Nederlandstalige plaatsnamen met tussen haakjes de Friese; indien alleen de Friestalige plaatsnaam de officiële naam is wordt dat aangegeven door een .

## A
- Aalsum (Ealsum)
- Abbega (Abbegea)
- Abbegaasterketting
- Abbengawier
- Abbewier (Jewier)
- Achlum
- Aegum (Eagum)
- Aekinga
- Akkerwoude (Ikkerwâld)
- Akkrum
- Akmarijp (Eagmaryp)
- Allardsoog (Allardseach)
- Allingawier
- Almenum
- Anjum (Eanjum)
- Anneburen (Annebuorren)
- Appelscha (Appelskea)
- Arkens
- Arkum
- Arum
- Atzeburen (Atsebuorren)
- Augsbuurt (Augsbuert-Lytsewâld)
- Augustinusga (Stynsgea)

## B
- Baaiduinen
- Baard
- Baarderburen (Baarderbuorren)
- Baburen
- Baijum (Baaium)
- Bakhuizen (Bakhuzen)
- Bakkeveen (Bakkefean)
- Balk
- Ballingbuur
- Ballum
- Bandsloot
- Bantega (Bantegea)
- Bargebek
- Barrum
- Bartlehiem
- Beers (Bears)
- Beetgum (Bitgum)
- Beetgumermolen (Bitgummole)
- Beetsterzwaag (Beetstersweach)
- Bergum (Burgum)
- Berlikum (Berltsum)
- Bernsterburen
- Birdaard (Burdaard)
- Birstum
- Blauwhuis (Blauhûs)
- Blauwverlaat (Blauforlaet)
- Blesdijke
- Blessum
- Blija (Blije)
- Blokken, De
- Boteburen (Boatebuorren)
- Boelenslaan (Boelensloane)
- Boer
- Boijl (Boyl)
- Boksum
- Bollingawier (Bollingwier)
- Bolsward (Boalsert)
- Bonkwerd
- Bontebok
- Boornbergum (Boarnburgum)
- Boornzwaag (Boarnsweach)
- Boornzwaag (bij Balk)
- Bornwird (Boarnwert)
- Bornwirdhuizen (Boarnwerthuzen)
- Boteburen
- Bovenburen (oud?)
- Bozum (Boazum)
- Brantgum
- Breezanddijk (Breesândyk)
- Britsum
- Britswerd (Britswert)
- Broek (De Broek)
- Broeksterwoude (Broeksterwâld)
- Brongerga (Brongergea)
- Buitenpost (Bûtenpost)
- Buitenstverlaat
- Buren (Bueren)
- Buren, (Oosterzee)
- Burgwerd (Burchwert)
- Burum
- Buweklooster (Bouwekleaster)

## C
- Commissiepolle
- Cornjum (Koarnjum)
- Cornwerd (Koarnwert)

## D
- Damwoude (Damwâld)
- Dantumawoude (Dantumawâld)
- De Blesse
- De Blijnse
- De Hoeve
- De Kampen
- De Knijpe (De Knipe)
- De Laatste Stuiver (De Lêste Stoer)
- De Rijp (De Ryp)
- De Tike
- De Valom (De Falom)
- De Vlaren
- De Veenhoop (De Feanhoop)
- De Wilgen (De Wylgen)
- Dedgum (Dedzjum)
- Deersum (Dearsum)
- Deinum
- Delburen (Delbuorren)
- Delfstrahuizen (Dolsterhuzen)
- Dijken (Diken)
- Dijkshorne (Dykshoarne)
- Dokkum
- Dokkumer Nieuwe Zijlen (Dokkumer Nije Silen)
- Domwier
- Dongjum (Doanjum)
- Doniaburen
- Doniaga (Dunegea)
- Donkerbroek
- Draaisterhuizen
- Drachten
- Drachtstercompagnie (Drachtster Kompenije)
- Drieboerehuizen (Trijeboerehuzen)
- Driesum (Driezum)
- Drogeham (Droegeham)
- Dronrijp (Dronryp)

## E
- Echten (Ychten)
- Echtenerbrug (Ychtenbrêge)
- Edens (Iens)
- Ee (Ie)
- Eemswoude
- Eernewoude (Earnewâld)
- Eesterga (Jistergea)
- Eestrum (Jistrum)
- Egbertsgaasten
- Egypte
- Eilanderbult (De Bult)
- Elahuizen (Ealahuzen)
- Elsloo
- Engelum (Ingelum)
- Engwerd
- Engwier
- Engwierum (Ingwierrum)
- Exmorra (Eksmoarre)
- Exmorrazijl (Eksmoardersyl)

## F
- Fatum
- Ferwerd (Ferwert)
- Ferwoude (Ferwâlde)
- Finkeburen (Finkebuorren)
- Finkum (Feinsum)
- Firdgum (Furdgum)
- Flansum (Flânsum)
- Fochteloo
- Folgeren
- Follega (Follegea)
- Folsgare (Folsgeare)
- Fons
- Formerum (Formearum)
- Foudgum
- Franeker (Frjentsjer)
- Friens
- Frieschepalen (Fryske Peallen)

## G
- Gaast
- Gaasten
- Gaastmeer (De Gaastmar)
- Galamadammen
- Galhoek
- Garijp (Garyp)
- Gauw (Gau)
- Genum (Ginnum)
- Gerkesklooster-Stroobos (Gerkeskleaster-Strobos)
- Gersloot (Gersleat)
- Giekerk (Gytsjerk)
- Giekerkerhoek
- Gietersebrug
- Goënga (Goaiïngea)
- Goëngahuizen (Goaiïngahuzen)
- Goingarijp (Goaiïngaryp)
- Gooium
- Gorredijk (De Gordyk)
- Goutum
- Grauwe Kat
- Greonterp
- Groot Medhuizen
- Grote Wiske
- Grouw (Grou)

## H
- Halfweg
- Hallum
- Hallumerhoek (Hallumerhoeke)
- Hamshorn (Hamsherne)
- Hantum
- Hantumeruitburen (Hantumerútbuorren)
- Hantumerhoek (Hantumerhoeke)
- Hantumhuizen (Hantumhuzen)
- Hardegarijp (Hurdegaryp)
- Harich
- Harkema (De Harkema)
- Harkezijl
- Harlingen (Harns)
- Hartwerd (Hartwert)
- Haskerdijken (Haskerdiken)
- Haskerhorne (Haskerhoarne)
- Hatsum
- Haijum
- Haule
- Haulerwijk (Haulerwyk)
- Hee
- Heeg (Heech)
- Heerenveen (It Hearrenfean)
- Heide
- It Heidenskip
- Hemelum (Himmelum)
- Hemert
- Hemmemabuurt
- Hempens (Himpens)
- Hemrik (De Himrik)
- Hemrikerverlaat (Himrikerferlaat)
- Hennaard (Hinnaard)
- Herbaijum (Hjerbeam)
- Hiaure (De Lytse Jouwer)
- Hichtum
- Hidaard
- Hieslum
- Hijlaard (Hilaard)
- Hijum
- Hindeloopen (Hylpen)
- Hitzum (Hitsum)
- Hogebeintum (Hegebeintum)
- Hollum
- Holprijp
- Holwerd (Holwert)
- Hommerts (De Hommerts)
- Hooibergen
- Hoogzand (It Heechsân)
- Hoorn
- Hoornsterzwaag (Hoarnstersweach)
- Hoptille
- Horne
- Hornsterburen
- Horp
- Houtigehage (De Houtigehage)
- Huins (Húns)

## I
- Idaard (Idaerd)
- Idsegahuizum (Skuzum)
- Idserdaburen
- Idskenhuizen (Jiskenhuzen)
- Idzega (Idzegea)
- IJlst (Drylts)
- IJsbrechtum (Ysbrechtum)
- Indijk (Wymbritseradeel) (Yndyk)
- Indijk (Littenseradeel)
- Indijk (Tietjerksteradeel)
- Iniaheide
- Irnsum (Jirnsum)
- Itens

## J
- Janssenstichting
- Janum (Jannum)
- Jellum
- Jelsum
- Jet
- Jislum
- Jonkershuizen
- Jonkersland (Jonkerslân)
- Jorwerd (Jorwert)
- Joure (De Jouwer)
- Jousterp
- Jouswerd
- Jouswier
- Jubbega derde sluis
- Jubbega (Jobbegea)
- Jutrijp (Jutryp)

## K
- Kaard
- Kampen
- Katlijk (Ketlik)
- Kerkeburen
- Kettingwier
- Kie
- Kiesterzijl
- Kimswerd (Kimswert)
- Kingmatille
- Kinnum (Kinum)
- Kleine Gaastmeer
- Kleinegeest (De Lytse Geast)
- Klein Groningen
- Kleine Wiske
- Klein Medhuizen
- Kleine Wieren
- Kletterbuurt (Kletterbuorren)
- Klooster Anjum (Kleaster Anjum)
- Klooster-Lidlum (Kleaster-Lidlum)
- Koehool
- Kolderwolde (Kolderwâlde)
- Kollum
- Kollumerpomp
- Kollumerzwaag (Kollumersweach)
- Kooihuizen
- Kooisloot
- Kooiplaats
- Kootstertille (Koatstertille)
- Kornwerderzand (Koarnwertersân)
- Kortehemmen (Koartehimmen)
- Kortwoude (Koartwâld)
- Kortezwaag
- Koudehuizum
- Koudum
- Koufurderrige
- Koum
- Kubaard (Kûbaard)
- Kuikhorne (Kûkherne)

## L
- Laad en Zaad
- Laakwerd
- Laaxum (Laaksum)
- Landerum
- Langedijke
- Langelille
- Langezwaag (Langsweagen)
- Langweer (Langwar)
- Leeuwarden (Ljouwert)
- Legemeer (Legemar)
- Lekkerterp
- Lekkum
- Lemmer (De Lemmer)
- Lichtaard
- Lies
- Lytshuizen
- Lioessens (Ljussens)
- Lions (Leons)
- Lippenhuizen (Lippenhuzen)
- Loënga (Loiïngea)
- Lollum
- Longerhouw (Longerhou)
- Luchtenveld
- Luinjeberd (Lúnbert)
- Lutjelollum
- Lutkepost (Lytsepost)
- Lutkewierum (Lytsewierrum)
- Luxterhoek
- Luxwoude (Lúkswâld)

## M
- Maemert
- Makkinga (Makkingea)
- Makkum
- Mantgum
- Marrum
- Marssum (Marsum)
- Meilahuizen
- Menaldum (Menaam)
- Metslawier (Mitselwier)
- Middelburen (Middelbuorren)
- Midlum (Mullum)
- Midsburen (Midsbuorren)
- Midsland
- Midsland aan Zee
- Midsland-Noord
- Miedum (Leeuwarden)
- Miedum (Waadhoeke)
- Mildam (Mildaam)
- Minnertsga (Minnertsgea)
- Mirns (Murns)
- Moddergat
- Molenend (Mûnein)
- Molkwerum (Molkwar)
- Morra (Moarre)
- Moskou
- Munnekeburen (Munnikebuorren)
- Munnekezijl
- Murmerwoude

## N
- Naarderburen
- Nes (Ameland)
- Nes (Boornsterhem)
- Nes (Dongeradeel)
- Niawier (Nijewier)
- Nieuw Buren
- Nieuwebildtdijk
- Nieuwebildtzijl
- Nieuwebrug (Nijebrêge)
- Nieuwehorne (Nijhoarne)
- Nieuweschoot (Nijskoat)
- Nieuwe Vaart
- Nij Altoenae
- Nij Beets
- Nijeberkoop
- Nijega (Nyegea)
- Nijehaske
- Nijeholtpade
- Nijeholtwolde
- Nijelamer
- Nijemirdum (Nijemardum)
- Nijetrijne
- Nijezijl
- Nijhuizum (Nijhuzum)
- Nijklaester
- Nijland (Nijlân)
- Noordbergum (Noardburgum)
- Noordermeer
- Noordwolde

## O
- Oenkerk (Oentsjerk)
- Offingawier (Offenwier)
- Oldeberkoop
- Oldeboorn (Aldeboarn)
- Oldeholtpade
- Oldeholtwolde
- Oldelamer
- Oldeouwer (Alde Ouwer)
- Oldetrijne
- Olterterp
- Oosterbierum (Easterbierrum)
- Oosterend (Littenseradeel) (Easterein)
- Oosterend (Terschelling) (Aasterein)
- Oosterlittens (Easterlittens)
- Oostermeer (Eastermar)
- Oosternijkerk (Easternijtsjerk)
- Oosterstreek
- Oosterwierum (Easterwierrum)
- Oosterwolde (Easterwâlde)
- Oosterzee (Eastersee)
- Oosterzee-Buren (Eastersee-Buorren)
- Oosthem (buurtschap) (Easthim)
- Oosthem (dorp) (Easthim)
- Oostmahorn (De Skâns-Oostmahorn)
- Oostrum (Eastrum)
- Oost-Vlieland
- Oostwoud
- Opeinde (De Pein)
- Ophuis (Ophûs)
- Oppenhuizen (Toppenhuzen)
- Oranjewoud (Oranjewâld)
- Oud Beets
- Oude Leije (Aldeleie)
- Oude Schouw (Aldskou)
- Oude Terp (Ald Terp)
- Oudebildtzijl (Ouwe-Syl)
- Oudega (Gaasterland-Sloten) (Aldegea)
- Oudega (Smallingerland) (Aldegea)
- Oudega (Wymbritseradeel) (Aldegea)
- Oudehaske (Aldehaske)
- Oudehorne (Aldhoarne)
- Oudemirdum (Aldemardum)
- Oudeschoot (Aldskoat)
- Oudkerk (Aldtsjerk)
- Oudwoude (Aldwâld)
- Ouwsterhaule (Ousterhaule)
- Ouwster-Nijega (Ousternijegea)

## P
- Paesens (Peazens)
- Parrega (Parregea)
- Peins
- Peperga
- Petersburg
- Piaam
- Pietersbierum (Pitersbierrum)
- Pingjum (Penjum)
- Poppingawier (Poppenwier)

## Q
- Quatrebras

## R
- Raard
- Rauwerd (Raerd)
- Ravenswoud
- Reidswal (Reidswâl)
- Reitsum
- Ried (Rie)
- Rien
- Rijperkerk (Ryptsjerk)
- Rijs (Riis)
- Rijtseterp
- Rinsumageest (Rinsumageast)
- Ritsumazijl (Ritsumasyl)
- Rohel (Achtkarspelen) (Reahel)
- Rohel (De Friese Meren) (Reahel)
- Roodhuis (Reahûs)
- Roodeschuur (Reaskuorre)
- Roodkerk (Readtsjerk)
- Roordahuizum (Reduzum)
- Roptazijl (Roptasyl)
- Rotstergaast
- Rotsterhaule
- Rottevalle (Rottefalle)
- Rottum
- Ruigahuizen (Rûgehuzen)

## S
- Sandfirden (Sânfurd)
- Schalsum (Skalsum)
- Scharneburen
- Scharl (Skarl)
- Scharnegoutum (Skearnegoutum)
- Scharsterbrug (Skarsterbrêge)
- Scherpenzeel
- Schettens (Skettens)
- Schiermonnikoog
- Schillaard
- Schingen (Skingen)
- Schoterzijl
- Schraard (Skraard)
- Schrins (Skrins)
- Schuilenburg (Skûlenboarch)
- Schurega (Skuorregea)
- Selmien
- Sexbierum (Seisbierrum)
- Siegerswoude (Opsterland) (Sigerswâld)
- Siegerswoude (Tietjerksteradeel) (Sigerswâld)
- Sijbrandaburen (Sibrandabuorren)
- Sijbrandahuis (Sibrandahûs)
- Sint Nicolaasga (Sint Nyk)
- Sint Annaparochie (Sint Anne)
- Sint Jacobiparochie (Sint Jabik)
- Sintjohannesga (Sint Jânsgea)
- Slappeterp
- Slijkenburg
- Sloten (Sleat)
- Smalle Ee (Smelle Ie)
- Smallebrugge (Smelbrêge)
- Snakkerburen (Snakkerbuorren)
- Sneek (Snits)
- Snikzwaag (Sniksweach)
- Sondel
- Sonnega
- Spanga
- Spannenburg
- Spannum
- Spitsendijk
- Stavoren (Starum)
- Steggerda
- Stiens
- Striep (Stryp)
- Stroobos
- Suameer (Sumar)
- Suawoude (Suwâld)
- Sumarreheide
- Surhuisterveen (Surhústerfean)
- Surhuizum (Surhuzem)
- Surhuizumer Mieden (Surhuzumer Mieden)
- Swichum

## T
- Tacozijl
- Tallum
- Teerd (Teard)
- Teijeburen
- Teerns (Tearns)
- Teetlum (Teatlum)
- Ter Idzard
- Terband (Terbant)
- Tergracht (Tergrêft)
- Terhorne (Terherne)
- Terkaple
- Ternaard
- Teroele
- Terwispel
- Terzool (Tersoal)
- Tibma (De Tibben)
- Tichelwerk (Tichelwurk)
- Truerd (Truerd)
- Tietjerk (Tytsjerk)
- Tijnje (De Tynje)
- Tirns (Turns)
- Tjalhuizum (Tsjalhuzum)
- Tjalleberd (Tsjalbert)
- Tjeintgum (Tsjeintgum)
- Tjerkgaast (Tsjerkgaast)
- Tjerkwerd (Tsjerkwert)
- Tolsum
- Triemen (De Trieme)
- Trophorne
- Tritzum
- Twijzel (Twizel)
- Twijzelerheide (Twizelerheide)
- Tzum (Tsjom)
- Tzummarum (Tsjummearum)

## U
- Uilesprong (De Ulesprong)
- Uiteinde
- Uitwellingerga (Twellingea)
- Ureterp (Oerterp)
- Ureterp aan de Vaart (Oerterp oan de Feart)
- Ungabuurt
- Ureterperverlaat

## V
- Vaardeburen
- Veenklooster (Feankleaster)
- Veenwouden (Feanwâlden)
- Veenwoudsterwal (Feanwâldsterwâl)
- Vegelinsoord (Vegelinsoard)
- Veldburen (Fjildbuorren)
- Veneburen
- Vierhuis (De Friese Meren)
- Vierhuis (Leeuwarden)
- Vierhuizen (Súdwest-Fryslân)
- Vijfhuizen (Achtkarspelen)
- Vijfhuizen (Ferwerderadeel)
- Vijfhuizen (Opsterland)
- Vijfhuizen (Ternaard)
- Vinkega
- Visbuurt (Fiskbuorren)
- Vosseburen
- Vrouwbuurtstermolen (Buerstermûne)
- Vrouwenparochie (Froubuurt)

## W
- Waaxens (Dongeradeel) (Waaksens)
- Waaxens (Littenseradeel) (Waaksens)
- Wammerd
- Wanswerd (Wânswert)
- Warfstermolen  (Warfstermûne)
- Warga (Wergea)
- Warns
- Warstiens
- Wartena (Warten)
- Waskemeer  (Waskemar)
- Weidum
- Welsrijp (Wjelsryp)
- Welgelegen
- West aan Zee
- Westergeest (Westergeast)
- Westerlittens (Littenserbuorren)
- Westernijkerk (Westernijtsjerk)
- Westhem (Westhim)
- Westhoek
- West-Terschelling
- Wetsens
- Wier
- Wierum
- Wieuwerd (Wiuwert)
- Wijckel (Wikel)
- Wijnaldum (Winaem)
- Wijnjeterpverlaat (Weinterpferlaat)
- Wijnjewoude (Wynjewâld)
- Wijns (Wyns)
- Winsum
- Wirdum (Wurdum)
- Witmarsum (Wytmarsum)
- Witveen (Wytfean)
- Wolsum
- Wolvega  (Wolvegea)
- Wommels
- Wons (Wûns)
- Workum (Warkum)
- Woudsend (Wâldsein)
- Wouterswoude (Wâlterswâld)
- Wijtgaard (Wytgaard)

## Y
- Ypecolsga (Ypekolsgea)

## Z
- Zandbulten
- Zandhuizen (Sânhuzen)
- Zevenbuurt
- Zuiderburen
- Zuidereind
- Zuiderend (Suwâld)
- Zurich (Surch)
- Zwaagwesteinde (De Westereen)
- Zwagerbosch (Sweagerbosk)
- Zwarte Haan
- Zweins (Sweins)

## Verdwenen plaatsen
- Duurswoude (Duerswâld)
- Huizum (opgegaan in Leeuwarden)
- West-Vlieland
- Westerburen
- Westermeer
- Wijnjeterp
- Zwagerveen

Drenthe ·
Flevoland ·
Friesland ·
Gelderland ·
Groningen ·
Limburg ·
Noord-Brabant ·
Noord-Holland ·
Overijssel ·
Utrecht ·
Zeeland ·
Zuid-Holland